# Club Deportivo Los Espartanos
Maillots
Dernière mise à jour : 30 juin 2023.
Le Club Deportivo Los Espartanos est un club péruvien de football basé à Pacasmayo au nord du Pérou.

## Histoire
Fondé le 20 mars 1924, le CD Los Espartanos attend 60 ans pour remporter l'édition 1984 de la Copa Perú sous la houlette de l'entraîneur argentin Sabino Bártoli. Cette victoire lui permet de jouer en 1re division péruvienne pour la première fois en 1985.
Le club parvient à assurer le maintien lors de sa première saison en D1 grâce à de bons renforts comme Hugo Sotil, Carlos Carbonell et Jorge Arrelucea, mais descend lors de la saison suivante. Il ne retrouvera plus l'élite et joue dans la ligue de district de Pacasmayo depuis.

## Résultats sportifs

### Palmarès
| Compétitions nationales               | Compétitions régionales                                       |
| - Copa Perú (1) : - Vainqueur : 1984. | - Ligue de la région de La Libertad (1) : - Vainqueur : 1983. |

### Bilan et records
- Saisons au sein du championnat du Pérou : 2 (1985-1986).
- Saisons au sein du championnat du Pérou (D2) : 0.

## Personnalités historiques du CD Los Espartanos

### Anciens joueurs
Hugo Sotil, ex gloire du football péruvien des années 1970 et 1980, joua pour le club en 1985. Il fut même entraîneur-joueur de l'équipe.

### Entraîneurs marquants
- Sabino Bártoli (1984-1985), vainqueur de la Copa Perú en 1984.